# The Doughboy (estátua)
The Doughboy, também conhecido como Memorial da Guerra Mundial de Ohio, é uma escultura de bronze de 1930 esculpida por Arthur Ivone, instalada fora da Ohio Statehouse em Columbus, Ohio, Estados Unidos. A estátua, com aproximadamente 10 pés (3,0 m) de altura, retrata um soldado do sexo masculino. Está sobre uma base de pedra com placas de bronze em três lados. A obra de arte foi instalada no terreno do edifício em 1930 e foi restaurada por George Wright entre 1989 e 1992. Foi pesquisado pelo programa "Save Outdoor Sculpture!", da Smithsonian Institution, em 1994.